# Atletismo nos Jogos Pan-Americanos de 1959 - Lançamento de disco feminino
A prova do lançamento de disco feminino nos Jogos Pan-Americanos de 1959 foi realizada em Chicago, Estados Unidos.

## Medalhistas
| Ouro                             | Prata                          | Bronze                             |
| Earlene Brown USA Estados Unidos | Pam Kurrell USA Estados Unidos | Marjorie Larney USA Estados Unidos |

## Resultados
| Posição           | Nome                | Nacionalidade      | Marca | Notas |
| ----------------- | ------------------- | ------------------ | ----- | ----- |
| Medalha de ouro   | Earlene Brown       | USA Estados Unidos | 49.31 |       |
| Medalha de prata  | Pam Kurrell         | USA Estados Unidos | 42.18 |       |
| Medalha de bronze | Marjorie Larney     | USA Estados Unidos | 42.17 |       |
| 4                 | Alejandrina Herrera | CUB Cuba           | 40.80 |       |
| 5                 | Pradelia Delgado    | CHI Chile          | 39.57 |       |
| 6                 | Marie Dupree        | CAN Canadá         | 38.86 |       |
| 7                 | Lili Schluter       | MEX México         | 38.16 |       |
| 8                 | Odette Domingues    | BRA Brasil         | 36.77 |       |